# Hartmut Schaefer (Musikbibliothekar)
Hartmut Schaefer (* 27. Januar 1944 in Heidenheim an der Brenz) ist ein deutscher Musikwissenschaftler und Musikbibliothekar.

## Leben und Wirken
Hartmut Schaefer studierte Musikwissenschaft, Germanistik und Geschichte an der Johann Wolfgang Goethe-Universität Frankfurt am Main und promovierte dort 1971. Im gleichen Jahr trat er als Bibliotheksreferendar an der Stadt- und Universitätsbibliothek Frankfurt am Main in die Ausbildung für den höheren Bibliotheksdienst und absolvierte die Fachprüfung hierfür 1973 an der Bibliotheksschule Frankfurt. Von 1973 bis 1991 arbeitete Schaefer als wissenschaftlicher Bibliothekar an der Stadt- und Universitätsbibliothek Frankfurt vor allem im Musikalienbereich. Im Jahre 1991 wechselte er an die Bayerische Staatsbibliothek in München und wurde dort als Bibliotheksdirektor Leiter der Musikabteilung. Dieses Amt hatte er bis zum Eintritt in den Ruhestand 2009 inne. Hervorzuheben sind insbesondere die zahlreichen von seiner Abteilung erarbeiteten Ausstellungen. 
Schaefer war außerdem Mitglied im Beirat für das Deutsche Musikarchiv der Deutschen Nationalbibliothek und tätig im Vorstand des Répertoire International des Sources Musicales und ihrer Arbeitsgruppe Deutschland. 

## Veröffentlichungen
- Die Notendrucker und Musikverleger in Frankfurt am Main von 1630 bis um 1720. Eine bibliographisch-drucktechnische Untersuchung (= Catalogus musicus, Bd. 7). Bärenreiter, Kassel 1975, ISBN 3-7618-0531-4 (Dissertation Universität Frankfurt am Main).
- (Bearb.): Friedrich Nicolas Manskopf 1869–1928. Ausstellungskatalog. Stadt- und Universitätsbibliothek Frankfurt am Main 1978, ISBN 3-88131-010-X.
- (Bearb.): Komponisten in Frankfurt am Main. Begleitheft zur Ausstellung der Stadt- und Universitätsbibliothek Frankfurt am Main. Zwei Teile. Frankfurt am Main 1979/1981, ISBN 3-88131-013-4 und ISBN 3-88131-022-3.
- (Red.): Mozart und seine Opern in Frankfurt am Main. Ausstellungskatalog. Stadt- und Universitätsbibliothek Frankfurt am Main 1980, ISBN 3-88131-019-3.
- (mit Monika Holl): Wort und Musik. Ausstellung zum 85. Geburtstag von Günter Bialas 15. Juli bis 4. September 1992 (= Ausstellungskataloge / Bayerische Staatsbibliothek, Bd. 59). München 1992.
- Bestandsgruppen und Formalkataloge in der Musikabteilung der Bayerischen Staatsbibliothek. In: Bibliotheksforum Bayern, Bd. 20 (1992), S. 137–152.
- (mit Horst Leuchtmann): Orlando di Lasso. Prachthandschriften und Quellenüberlieferung aus den Beständen der Bayerischen Staatsbibliothek München. [Zum 400. Todestag anläßlich der gleichnamigen Ausstellung in der Bayerischen Staatsbibliothek München, vom 1. Juni bis 30. Juli 1994] (= Ausstellungskataloge / Bayerische Staatsbibliothek, Bd. 62). Schneider, Tutzing 1994, ISBN 3-7952-0791-6.
- (Mitarb.): Carl Orff / Carmina Burana. Faksimile der autografen Partitur in der Bayerischen Staatsbibliothek München. Schott, Mainz 1997, ISBN 3-7957-5347-3.
- Die Verfilmung von Musikzeitschriften der Bayerischen Staatsbibliothek. Ein Förderprojekt der DFG zur Bestandserhaltung. In: Forum Musikbibliothek, Jg. 1998, S. 167–175.
- (Red.): Richard Strauss. Autographen, Porträts, Bühnenbilder. Ausstellung zum 50. Todestag (= Ausstellungskataloge / Bayerische Staatsbibliothek, Bd. 70). München 1999, ISBN 3-9802700-4-1.
- (Mitautor): Gustav Mahler – Briefe und Musikautographen aus den Moldenhauer-Archiven in der Bayerischen Staatsbibliothek (= Patrimonia, Bd. 157). Kulturstiftung der Länder, Berlin 2003.
- Fundgrube für die Forschung. Über die Hartmann-Forschung und über eine Hartmann-Ausstellung der Bayerischen Staatsbibliothek. In: Franzpeter Messmer (Hrsg.): Karl-Amadeus-Hartmann-Jahr 2005 in Bayern. Hartmann, München 2004, S. 138–144, ISBN 3-9806105-8-6.
- Händel-Handschrift in der Bayerischen Staatsbibliothek entdeckt. In: Bibliotheksforum Bayern, Bd. 33 (2005), S. 293–297.
- (Bearb.): Karl Amadeus Hartmann (1905–1963). Der Komponist und sein Werk. Ausstellung zum 100. Geburtstag. Bayerische Staatsbibliothek München 2005.
- Das Sondersammelgebiet und die Virtuelle Fachbibliothek Musikwissenschaft, gefördert von der Deutschen Forschungsgemeinschaft. In: Forum Musikbibliothek, Bd. 27 (2006), S. 239–250.
- Die Musikbestände der Hofbibliothek mit den Sammlungen von Herwart und Werdenstein. In: ders. (Mithrsg.): Kulturkosmos der Renaissance. Die Gründung der Bayerischen Staatsbibliothek [Katalog der Ausstellung zum 450-jährigen Jubiläum 7. März bis 1. Juni 2008 und der Schatzkammerausstellung „Musikschätze der Wittelsbacher“ 9. Juni bis 6. Juli 2008]. Harrassowitz, Wiesbaden 2008, ISBN 978-3-447-05672-4.
- Musikschätze der Wittelsbacher.  Illuminierte Prachtchorbücher aus dem 16. Jahrhundert. In: ebd., S. 292–313.
- Das Sondersammelgebiet und die Virtuelle Fachbibliothek Musikwissenschaft. In: Rolf Griebel (Hrsg.): Information – Innovation – Inspiration. 450 Jahre Bayerischer Staatsbibliothek. Saur, München 2008, S. 471–487, ISBN 3-598-11772-8.